# Cephonodes
Cephonodes is een geslacht van vlinders uit de onderfamilie Macroglossinae en de familie van de pijlstaarten (Sphingidae).

## Soorten
- C. apus (Boisduval, 1833)
- C. armatus Rothschild & Jordan, 1903
- C. austrosundanus Rothschild & Jordan, 1903
- C. banksi Clark, 1923
- C. cunninghami Walker, 1856
- C. hylas (Linnaeus, 1771)
- C. janus Miskin, 1891
- C. kingii (McLeay, 1826)
- C. leucogaster Rothschild & Jordan, 1903
- C. lifuensis Rothschild, 1894
- C. luisae Rothschild & Jordan, 1903
- C. marianna Rothschild & Jordan, 1903
- C. novebudensis Clark, 1927
- C. picus (Cramer, 1777)
- C. rothschildi Rebel, 1907
- C. rufescens Griveaud, 1960
- C. santome Pierre, 2002
- C. simplex Rothschild, 1894
- C. tamsi Griveaud, 1960
- C. titan Rothschild, 1899
- C. trochilus Guerin-Meneville, 1843
- C. virescens Wallengren, 1865
- C. woodfordii Butler, 1889
- C. xanthus Rothschild & Jordan, 1903

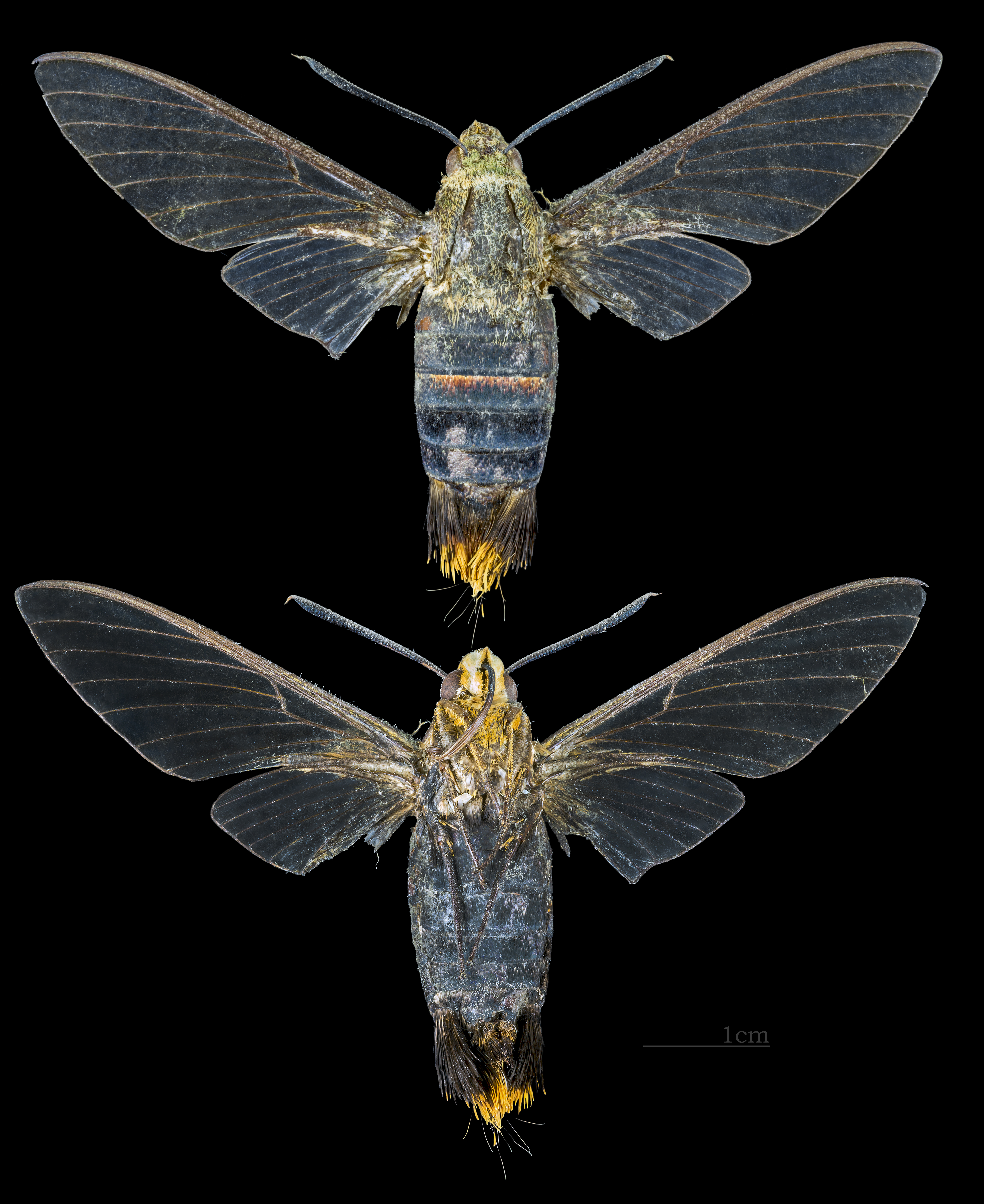
Cephonodes banksi
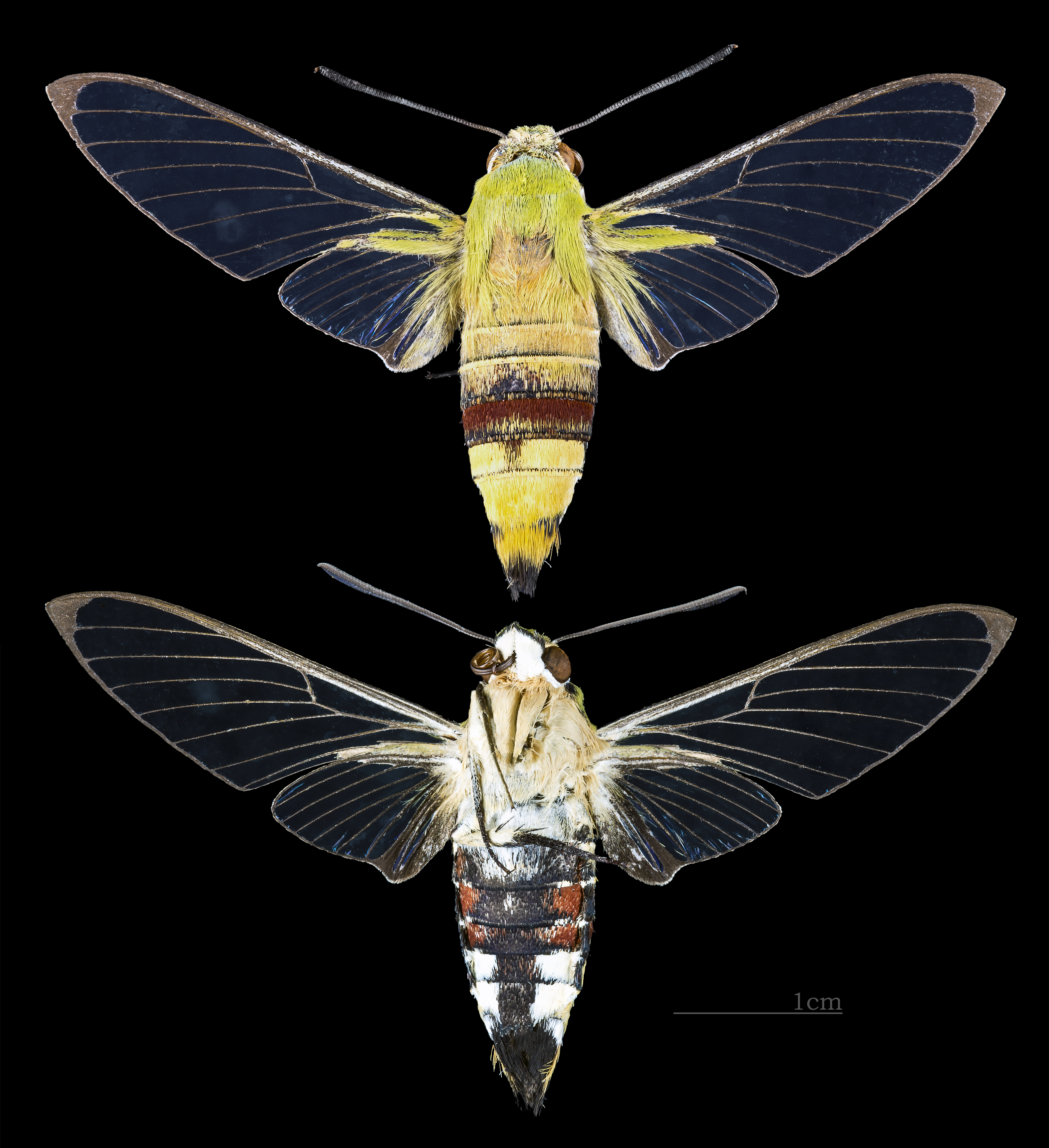
Cephonodes hylas
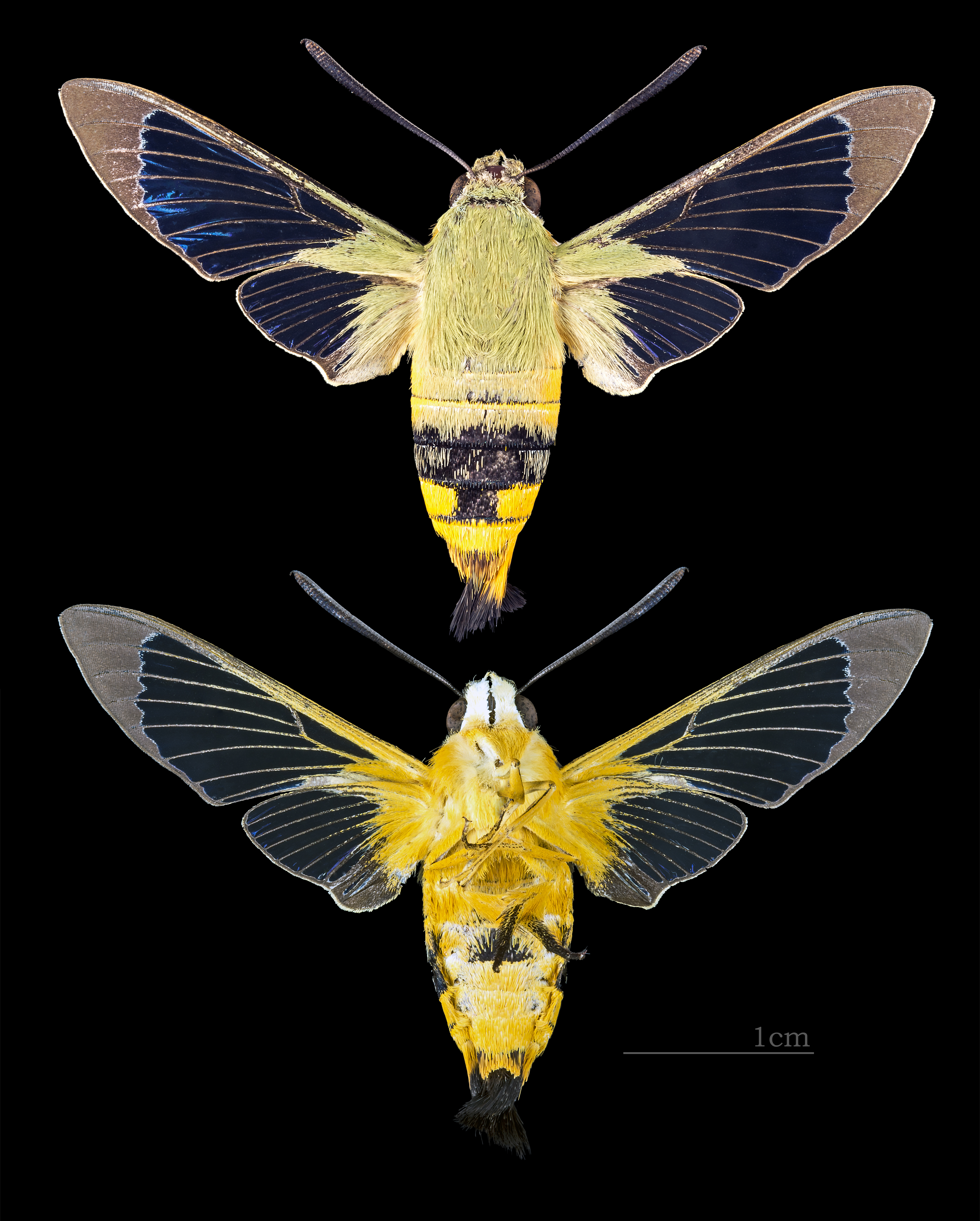
Cephonodes kingii
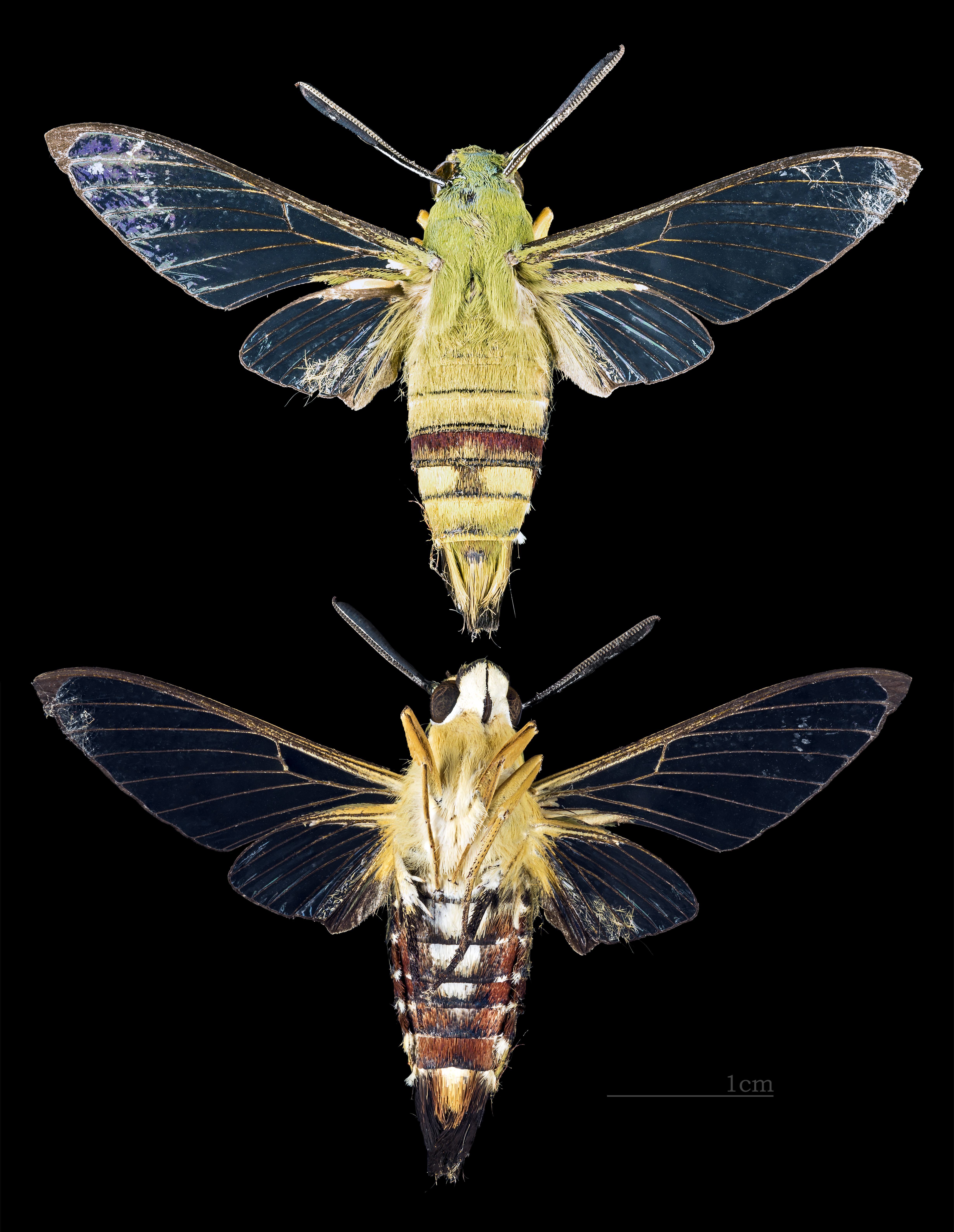
Cephonodes picus